# مواد عطری در شوینده‌های واژینال
مواد عطری در شوینده‌های واژینال به ترکیبات شیمیایی گفته می‌شود که برای ایجاد بوی خوش به محصولات بهداشت ناحیه تناسلی زنان اضافه می‌شوند. این ترکیبات ممکن است شامل اسانس‌های مصنوعی یا طبیعی باشند. شواهد علمی نشان می‌دهد که افزودن مواد عطری به محصولات شوینده واژینال می‌تواند با تحریک بافت‌های حساس، ایجاد واکنش‌های آلرژیک و برهم زدن تعادل میکروبی این ناحیه همراه باشد.

## ترکیبات رایج
مواد عطری ممکن است از اسانس‌های گیاهی، ترکیبات شیمیایی سنتزی، یا مخلوطی از هر دو تهیه شوند. برخی ترکیبات مانند فتالات‌ها برای تثبیت رایحه به کار می‌روند که می‌توانند به مرور زمان از طریق پوست جذب شوند.

## اثرات بر سلامت

### تحریک و حساسیت پوستی
مواد عطری می‌توانند موجب قرمزی، خارش، و التهاب در بافت حساس ناحیه تناسلی شوند. در زنان باردار و کودکان خردسال، پوست و مخاط حساس‌تر بوده و احتمال بروز واکنش‌های آلرژیک افزایش می‌یابد.

### برهم زدن تعادل میکروبی
شوینده‌های عطردار می‌توانند فلور واژینال را تغییر دهند و زمینه ابتلا به عفونت‌هایی مانند واژینوز باکتریایی یا عفونت قارچی واژن را فراهم کنند.

### جذب سیستمیک ترکیبات شیمیایی
برخی ترکیبات عطری مانند فتالات‌ها و موسک‌های مصنوعی می‌توانند از طریق پوست و مخاط جذب شده و وارد جریان خون شوند. این ترکیبات با اختلالات هورمونی و مشکلات باروری مرتبط دانسته شده‌اند.

## قوانین و توصیه‌ها
سازمان‌های بهداشتی مانند سازمان جهانی بهداشت (WHO) و سازمان غذا و داروی آمریکا (FDA) توصیه می‌کنند که محصولات بهداشتی واژینال برای زنان باردار و افراد دارای پوست حساس، فاقد رایحه و مواد محرک باشند.

## جایگزین‌های ایمن
برخی تولیدکنندگان محصولات بهداشتی، به منظور کاهش خطرات، از فرمولاسیون‌های فاقد مواد عطری و مواد شیمیایی محرک استفاده می‌کنند. این محصولات معمولاً با برچسب‌هایی مانند "بدون رایحه" یا "مناسب پوست حساس" عرضه می‌شوند و هدف آن‌ها حفظ تعادل طبیعی واژن و پیشگیری از بروز واکنش‌های آلرژیک است.

## جمع‌بندی
شواهد علمی نشان می‌دهد که استفاده از مواد عطری در شوینده‌های واژینال، به‌ویژه در زنان باردار، شیرده و افراد دارای پوست حساس، می‌تواند خطر تحریک و عفونت را افزایش دهد. انتخاب محصولات فاقد رایحه یکی از راهکارهای مؤثر برای حفظ سلامت ناحیه تناسلی و جلوگیری از عوارض جانبی است.